# Бадель, Милан
Ми́лан Ба́дель (хорв. Milan Badelj; род. 25 февраля 1989, Загреб, СФРЮ) — хорватский футболист, полузащитник итальянского клуба «Дженоа». Выступал за сборную Хорватии.

## Карьера

### Клубная
В возрасте 17 лет подписал контракт с командой «Динамо» из города Загреба. В 2011 году появилась информация о его возможном переходе в один из московских клубов. 31 августа 2012 года, в последний день трансферного окна, Бадель перешёл в клуб немецкой Бундеслиги «Гамбург». Сумма трансфера составила 4,5 млн евро. В августе 2014 года перешёл в «Фиорентину». Детали сделки оглашены не были. По данным Transfermarkt сумма трансфера составила 4,0 млн евро. 1 августа 2018 года полузащитник перешёл в «Лацио». 17 февраля 2019 года в матче против «Дженоа» Бадель отличился первым голом за новый клуб.
5 августа 2019 года Милан Бадель снова вернулся в «Фиорентину», уже на правах аренды, подписав с клубом контракт до 30 июня 2020 года.

### В сборной
Играл за все юниорские сборные Хорватии, начиная с возраста до 16 лет. Провёл за молодёжную сборную Хорватии 16 матчей. С 2010 года стал призываться во взрослую сборную своей страны, но зачастую оставался на скамейке запасных. Официальным дебютом за сборную стал отборочный матч чемпионата Европы 2012 года против Мальты, в котором Милан открыл счёт своим голам в играх за взрослую сборную.
Был в заявке сборной Хорватии на чемпионате Европы 2012 года, но ни разу не выходил на поле. Также был включён в заявку сборной Хорватии на чемпионате мира 2014 года в Бразилии, но не сыграл ни одного матча. На чемпионате Европы 2016 года во Франции Бадель отыграл без замен все 4 матча сборной Хорватии, в игре против сборной Чехии получил жёлтую карточку.
На чемпионате мира по футболу 2018 года в России сыграл в матчах против сборных Исландии, Дании и Англии (в двух последних вышел на замену) и отметился забитым мячом в ворота исландцев.

## Достижения
«Динамо» (Загреб)
- Чемпион Хорватии (4): 2008/09, 2009/10, 2010/11, 2011/12
- Обладатель Кубка Хорватии (3): 2008/09, 2010/11, 2011/12
- Обладатель Суперкубка Хорватии: 2010

«Лацио»
- Обладатель Кубка Италии: 2018/19

Личные
- Орден Князя Бранимира: 2018[8]